# Listen Again
Listen Again è una riedizione del sesto album in studio Listen del DJ francese David Guetta, pubblicato il 24 novembre 2015.

## Tracce
Disco 1
1. Dangerous (feat. Sam Martin) – 3:23
2. What I Did for Love (feat. Emeli Sandé) – 3:27
3. No Money No Love – 3:57
4. Lovers on the Sun (feat. Sam Martin) – 3:23
5. Goodbye Friend (feat. Sam Martin, The Script) – 3:49
6. Lift Me Up (feat. Nico & Vinz) – 3:58
7. Listen – 3:46
8. Bang My Head (feat. Sia) – 3:53
9. Yesterday (feat. Bebe Rexha) – 4:03
10. Hey Mama (feat. Nicki Minaj, Bebe Rexha & Afrojack) – 3:12
11. Sun Goes Down (feat. Magic!) – 3:31
12. S.T.O.P. (feat. Ryan Tedder) – 3:34
13. I'll Keep Loving You (feat. Birdy & Jaymes Young) – 3:08
14. The Whisperer (feat. Sia) – 3:54
15. Bang My Head – 3:13
16. Clap Your Hands (feat. Glowinthedark) – 3:55
17. Bad (feat. Showtek) (radio edit) – 2:50
18. Shot Me Down (radio edit) – 3:18
19. Blast Off (feat. Kaz James) (radio edit) – 3:07
20. The Death of EDM (feat. Showtek, Beardyman) – 4:54
21. Pelican (edit) – 3:24
22. Bang My Head (feat. Sia) (Glow in the Dark remix edit) – 2:50

Durata totale: 78:29
Disco 2
1. Listenin' (Intro) (Continuous album mix) – 1:13
2. What I Did for Love/S.T.O.P. – 1:17
3. What I Did for Love (Morten remix) – 2:27
4. Lovers on the Sun (Stadiumx remix) – 3:37
5. Yesterday/Lift Me Up – 2:44
6. Dangerous (Robin Schulz remix) – 2:15
7. Dangerous (David Guetta Banging remix) – 2:45
8. Sun Goes Down (Brooks remix) – 1:35
9. Sun Goes Down (Hugel remix) – 2:25
10. Bang My Head (Glow in the Dark remix) – 2:52
11. Hey Mama (Noodles remix) – 1:43
12. Hey Mama (Afrojack remix) – 0:31
13. Hey Mama (Club Killers remix) – 2:13
14. Hey Mama (Cesqueaux &  Jeremia Jones remix) – 0:41
15. I'll Keep Loving You/Yesterday – 2:48
16. Lift Me Up/Bang My Head – 2:51
17. S.T.O.P./Goodbye Friend – 2:52
18. Clap Your Hands (feat. Glowinthedark) – 3:22
19. Bad (feat. Showtek) – 3:30
20. Blast Off (feat. Kaz James) – 3:49
21. Shot Me Down – 3:19
22. The Death of EDM – 3:08
23. Hey Mama/The Whisperer – 2:07

Durata totale: 56:04